# Тимофієво (Совєтський район)
Тимофі́єво (рос. Тимфоеево, марій. Рушъял) — присілок у складі Совєтського району Марій Ел, Росія. Входить до складу Верх-Ушнурського сільського поселення.

## Населення
Населення — 4 особи (2010; 9 у 2002).
Національний склад (станом на 2002 рік):
- марі — 56 %
- росіяни — 44 %